# Speed Metal Symphony
Speed Metal Symphony е дебютния албум на спийд метъл групта Cacophony, издаден през 1987 г. от Shrapnel Records. За този албум Бекер казва: „Този диск е натъпкан с агресивна хармония, странен контрапункт и многозвучност. Това беше първият ми диск. Бях на седемнайсет. Научих толкова много от Марти и Атма, барабаниста. Бях много добър, но те ме направиха още по-добър.“

## Състав
- Питър Марино – вокал
- Марти Фридман – китара, бас
- Джейсън Бекер – китара
- Атма Анур – барабани